# Fretherne
Fretherne är en by i civil parish Fretherne with Saul, i distriktet Stroud, i grevskapet Gloucestershire i England. Byn är belägen 13 km från Gloucester. Fretherne var en civil parish fram till 1884 när blev den en del av Fretherne with Saul. Civil parish hade 239 invånare år 1881. Byn nämndes i Domedagsboken (Domesday Book) år 1086, och kallades då Fitentone.